# Kortenaer (Schiff, 1928)
Die Kortenaer (Kennung: KN) war ein niederländischer Zerstörer der Admiralen-Klasse, der in den 1920er Jahren für die Koninklijke Marine gebaut wurde. Der Zerstörer diente in den Gewässern von Niederländisch-Indien und nahm ab 1941 am Pazifikkrieg gegen das Japanische Kaiserreich teil.
Die Kortenaer wurde während der Ersten Schlacht in der Javasee am 27. Februar 1942 durch Torpedotreffer versenkt.

## Bau und Klasse
Mitte der 1920er Jahre wollten die Niederlande vier moderne Zerstörer für den Einsatz in ihrem ostindischen Kolonialreich beschaffen, die die veralteten Zerstörer der Roofdier-Klasse ersetzen sollten. Die Neubauten wurden bei niederländischen Werften nach einem Entwurf der britischen Werft Yarrows in Glasgow bestellt, die nach einem sehr ähnlichen Entwurf mit der Ambuscade einen der Prototypen für die künftigen Zerstörer der britischen Royal Navy 1924 bis 1927 baute.
Für den Dienst in den Kolonien erhielten die Zerstörer ein Wasserflugzeug, jedoch kein Katapult. Während des Zweiten Weltkriegs wurden die Zerstörer zum Teil modernisiert und das Flugzeug von Bord genommen.
Das Schiff wurde am 24. August 1925 von der „Burgerhouts Scheepswerf en Machinefabriek“ in Rotterdam auf Kiel gelegt und lief am 30. Juni 1927 vom Stapel. Sie war das dritte Schiff des ersten Bauloses dieser Klasse, zu dem drei weitere Schiffe gehörten. Benannt war die Kortenaer, wie ihre Schwesterschiffe Van Ghent, Evertsen und Piet Hein, nach bekannten niederländischen Admiralen. Namensgebend war hier der niederländische Admiral Egbert Kortenaer aus dem niederländischen Goldenen Zeitalter.

### Bewaffnung
Die niederländischen Neubauten erhielten mit vier 12,0-cm-Kanonen eine gleichartige Hauptbewaffnung wie die britischen Neubauten. Allerdings handelte es sich um Waffen des schwedischen Herstellers Bofors, die in den Niederlanden in Lizenz gebaut wurden. Je zwei wurden an Bug und Heck sich überschießend angeordnet. Gleicher Herkunft waren zwei 7,5-cm-Flugabwehrkanonen, die auf gleicher Höhe auf einer Plattform zwischen den Schornsteinen installiert wurden. Die Flugabwehrbewaffnung ergänzten vier schwere 12,7-mm-Maschinengewehre der Bauart Browning M2 an den Seiten des Brückenhauses. Dazu kam noch die Bewaffnung mit sechs 53,3-cm-Torpedorohren, die hintereinander mittschiffs in zwei Drillingssätzen hinter den Schornsteinen und vor dem hinteren Deckshaus mit der erhöhten Heckkanone eingebaut wurden.
Vorbereitet waren die Schiffe auch für einen Einsatz als Minenleger. Sie erhielten für einen derartigen Einsatz zwei Schienen vom hinteren Deckshaus bis zu den Abwurfluken kurz vor dem Heck. Zur Abwehr von U-Booten wurden die Zerstörer später auch mit zwölf Wasserbomben und vier Werfern ausgerüstet.
Das Flugzeug vom Typ Fokker C.VII-W wurde auf einer Plattform über dem hinteren Torpedorohrsatz transportiert. Auf der Scheinwerferplattform befand sich ein Mast mit einem Ladebaum, um das Flugzeug zum Start auf das Wasser zu setzen oder wieder an Bord zunehmen.

## Einsatzgeschichte
Die Koninklijke Marine stellte die Kortenaer am 25. Januar 1929 in Dienst.
Am 11. Juni 1929 wurde das Schiff mit einer Abteilung Marineinfanterie auf die niederländische Insel Curaçao geschickt, nachdem venezolanische Rebellen, angeführt von Rafael Simon Urbina, am 8. Juni Fort Amsterdam in Willemstad angegriffen hatten. In der Folge diente das Schiff wie vorgesehen in Niederländisch-Ostindien.

### Zweiter Weltkrieg
Nach dem Kriegseintritt der Niederlande gegen das Deutsche Reich am 10. Mai 1940 geleiteten die Kortenaer und ihr Schwesterschiff Van Ghent fünf deutsche Frachtschiffe zur Internierung in niederländisch-ostindische Häfen. Die Schiffe wurden am 26. April 1940 vom Kreuzer Java abgelöst.
Zum Zeitpunkt des japanischen Kriegseintritts 1941 hielt sich das Schiff in Surabaya auf. In der Folgezeit sollte das Schiff an den Kämpfen gegen die japanischen Invasionsstreitkräfte teilnehmen und wurde am 2. Februar der alliierten ABDA-Flotte unter dem US-amerikanischen Admiral Thomas C. Hart in Tjilatjap zugeteilt. Schiffskommandant war Lieutenant Commander Antoine Kroese. Am 15. Februar 1942 war die Kortenaer am Angriff auf einen japanischen Konvoi bei Palembang beteiligt. Dabei ging das Schwesterschiff Van Ghent durch Navigationsfehler und Strandung verloren. Am 18. Februar 1942 sollte das Schiff in der Seeschlacht in der Straße von Badung eingesetzt werden, lief jedoch beim Verlassen des Hafens von Tjilatjap auf Grund, wobei das Ruder beschädigt wurde. Das Schiff konnte aus eigener Kraft nicht befreit werden und so musste die Besatzung auf die Flut am nächsten Morgen warten, um das Schiff wieder schwimmfähig zu bekommen. Da außerdem die Kesselanlage beschädigt war, lief die Kortenaer zur Reparatur zurück nach Surabaya.
Unmittelbar vor der Schlacht in der Javasee am 27. Februar 1942 war das Schiff wieder einsatzfähig. Während der Schlacht wurde das Schiff, das sich bereits mit den anderen Schiffen des Geschwaders auf dem Rückzug befand, um 17:14 Uhr vom japanischen Schweren Kreuzer Haguro mittschiffs torpediert. Das Schiff sank sehr schnell, wobei Bug und Heck nach kurzer Zeit steil aus dem Wasser ragten, und es war der Besatzung nicht mehr möglich, die Rettungsboote auszubringen. Der Kommandant des in der Nähe liegenden US-Zerstörers John D. Edwards, Alexander Sharp, berichtete, dass die Kortenaer in etwa 640 m Entfernung von einem Torpedo getroffen wurde, sich drehte und so schnell sank, dass Bug und Heck „wie ein Klappmesser“ aus dem Wasser ragten.
Ein Großteil der Besatzung konnte sich auf Rettungsflöße retten, die aus Balsaholz bestanden und jeweils sechs Männer aufnehmen konnten. Normalerweise waren diese am Schiff befestigt, vor Beginn der Seeschlacht aber waren sie auf das Deck gelegt worden, verblieben beim Untergang des Schiffes an der Wasseroberfläche und standen so als Rettungsmittel bereit. Der Rest des Geschwaders hatte sich bereits vor den japanischen Angreifern zurückgezogen und die Besatzung trieb daher bis nach Mitternacht im Wasser. Dann näherte sich die britische Encounter und nahm die Überlebenden an Bord, darunter auch den Kommandanten. Nach dem britischen Datenbericht gab es 113 Überlebende.

## Das Wrack derKortenaer
Das Wrack der Kortenaer wurde im August 2004 von spezialisierten Wracktauchern entdeckt. Die Gruppe hatte im Dezember 2002 bereits die Wracks von De Ruyter und Java entdeckt. 2016 wurde festgestellt, dass die Wracks von De Ruyter und Java sowie ein Großteil der Kortenaer vom Meeresboden verschwunden waren – die Abdrücke der Rümpfe auf dem Meeresboden waren allerdings erhalten geblieben. Das niederländische Verteidigungsministerium vermutet, dass die Schiffe wohl illegal zur Schrottverwertung geborgen wurden, obwohl es sich bei den Wracks um eine geschützte Kriegsgräberstätte handelte. Im Februar 2017 wurde ein Bericht veröffentlicht, der die Bergung der drei Wracks bestätigte.

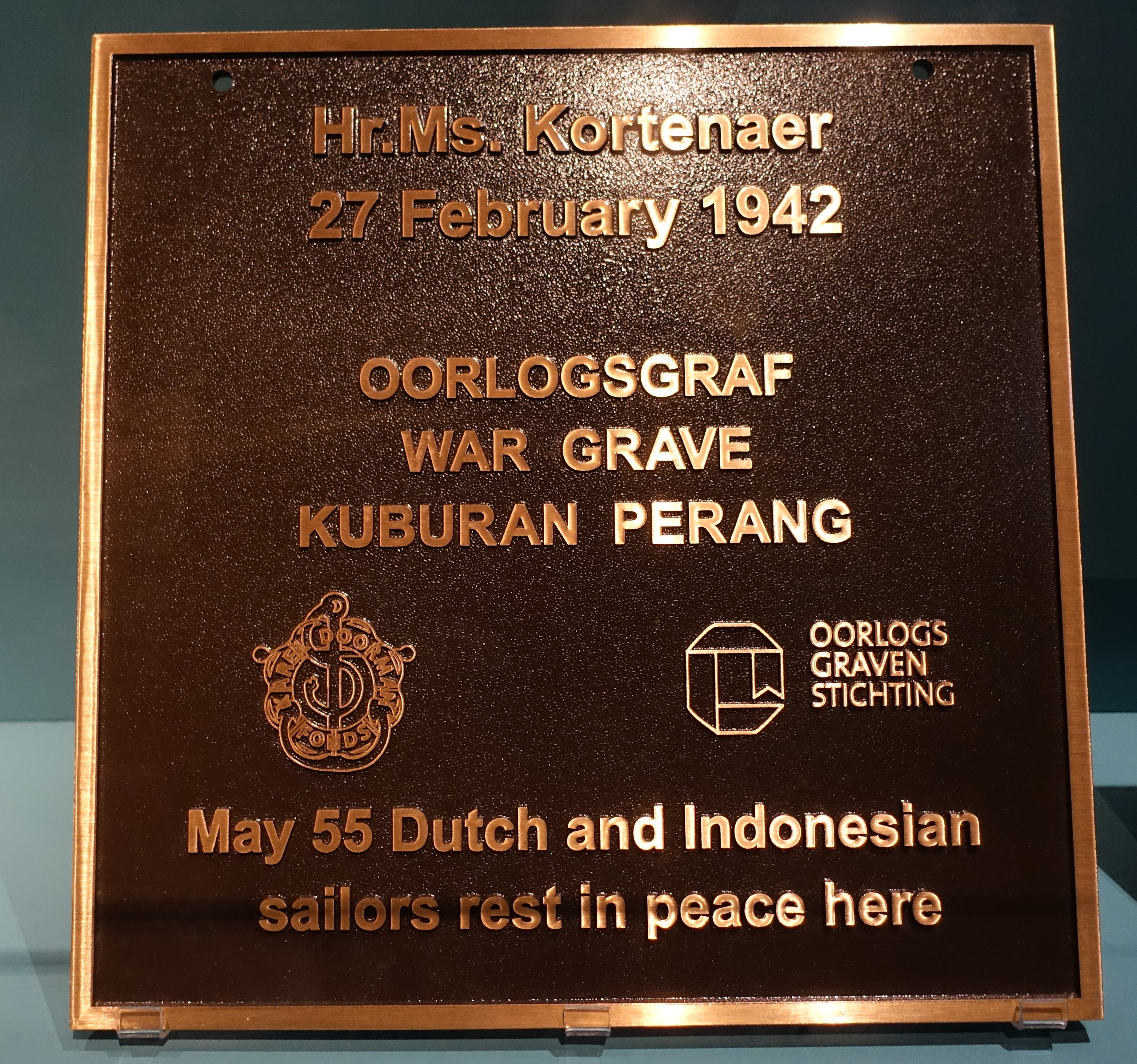
Für das Wrack der Kortenaer vorgesehene Plakette im Marinemuseum in Den Helder

Eine Gedenktafel für das als Kriegsgräberstätte ausgezeichnete Wrack konnte nicht mehr auf dem Schiff angebracht werden und wird seit 2017 im Marinemuseum in Den Helder ausgestellt.